# Upton Scudamore
Upton Scudamore – wieś w Anglii, w hrabstwie Wiltshire. Leży 33 km na północny zachód od miasta Salisbury i 147 km na zachód od Londynu.